# 委內瑞拉聯合航空
委內瑞拉聯合航空（西班牙語：Conviasa，全名為），是一家委內瑞拉的航空公司，為該國最大的航空公司及國家航空公司，成立於2004年，以迈克蒂亚西蒙·玻利瓦尔国际机场為樞紐機場，主要經營國內定期航線及南美洲國際航班。

## 歷史

### 創立
自從委內瑞拉國際航空（委國航）於1997年倒閉後，委內瑞拉一直沒有代表該國的國家航空公司。因此，委國政府於2001年起，計劃重新籌建一家新的航空公司，以取代委國航的地位，並於2003年10月起正式啟動籌組程序。
2004年3月30日，委內瑞拉總統簽署命令，「委內瑞拉聯合航空」（委聯航）正式成立，翌日刊憲生效。至同年11月28日，委聯航正式首航，成為象徵該國的航空公司。

### 2010年代初
2010年，委聯航總部由瑪格麗塔島，遷至鄰近首都的邁克蒂亞 。
2012年，委聯航曾因飛行安全紀錄不佳，而被歐盟禁止其飛機進入領空，至翌年3月才解禁。

### 委內瑞拉危機後
自2014年委內瑞拉危機爆發以後，受制於國際對委制裁政策，委聯航近年幾近無法正常營運。在2017年，由於無法兌換外幣以支付航空保險費用，委聯航一度暫停國際航線，至2019年秋季才恢復。
及後，美國於2020年將委聯航列入禁運清單，令此公司無法得到零件進行維修飛機之餘，更需要取消部分南美洲國際航線。

## 機隊

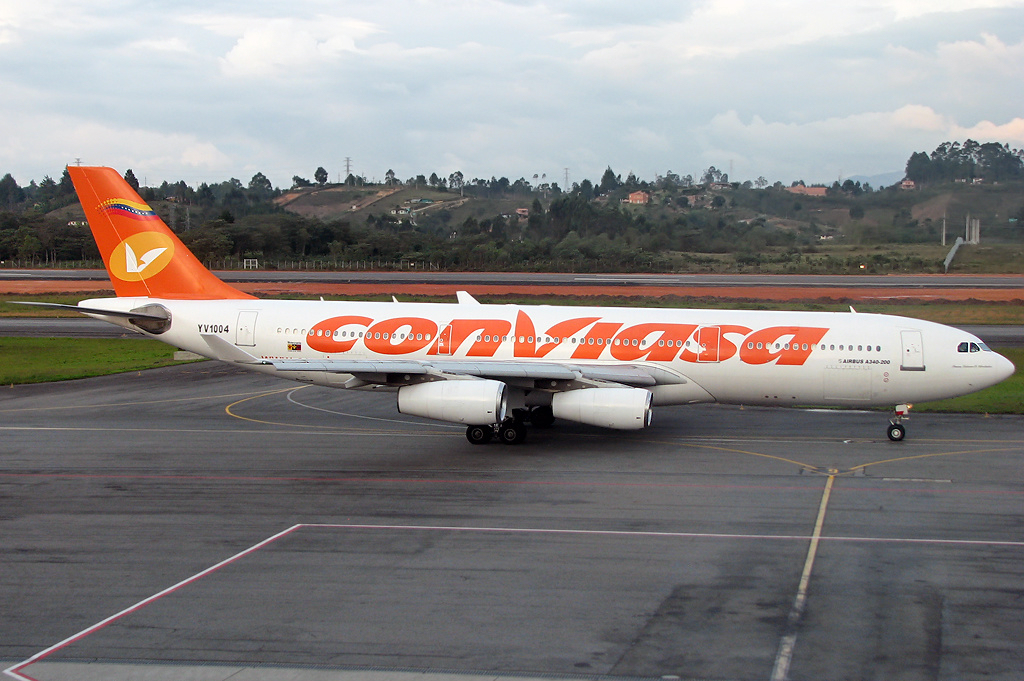
委內瑞拉聯合航空的A340-200客機，是全球最後一架仍然服役的同款飛機

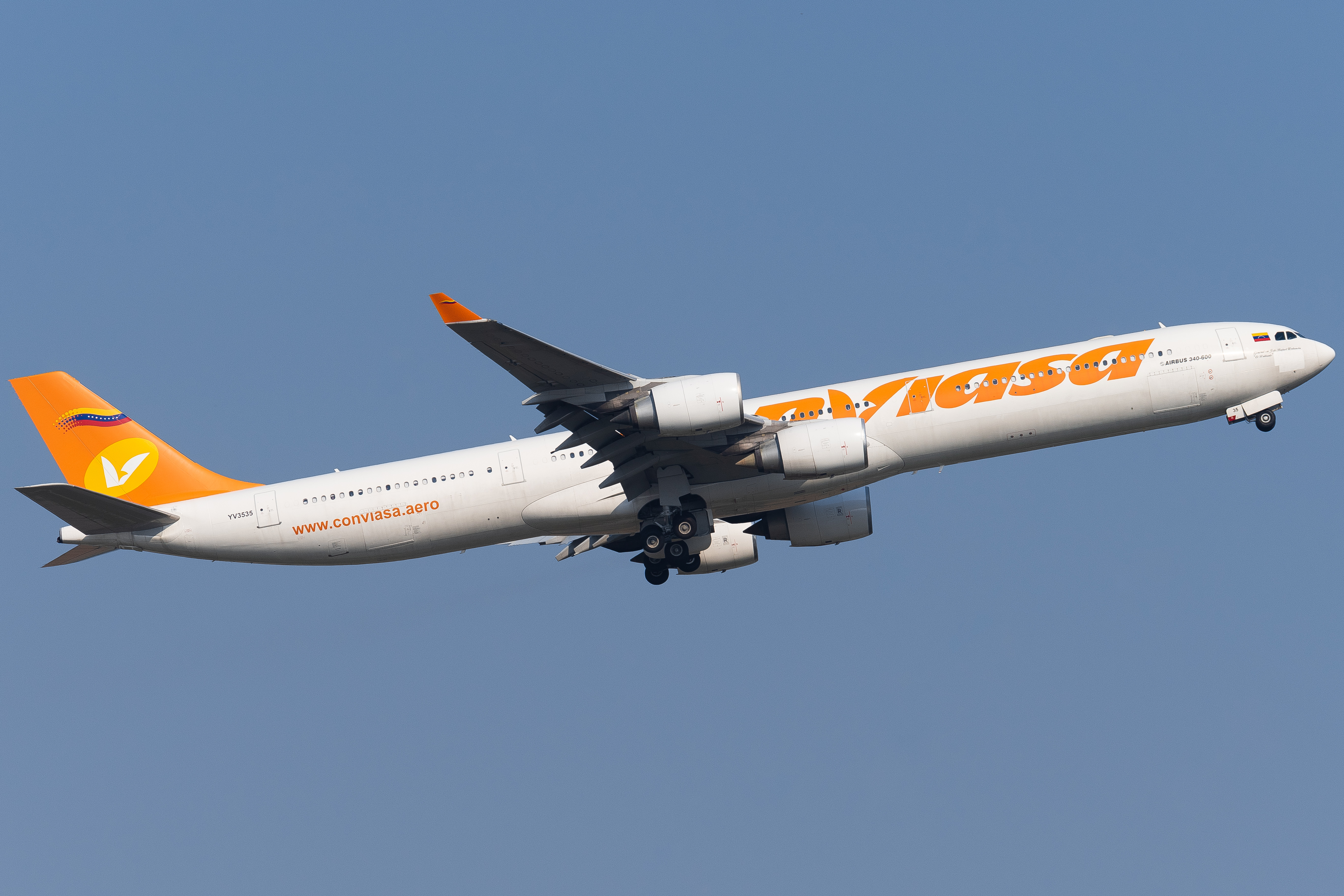
委内瑞拉联合航空的A340-600

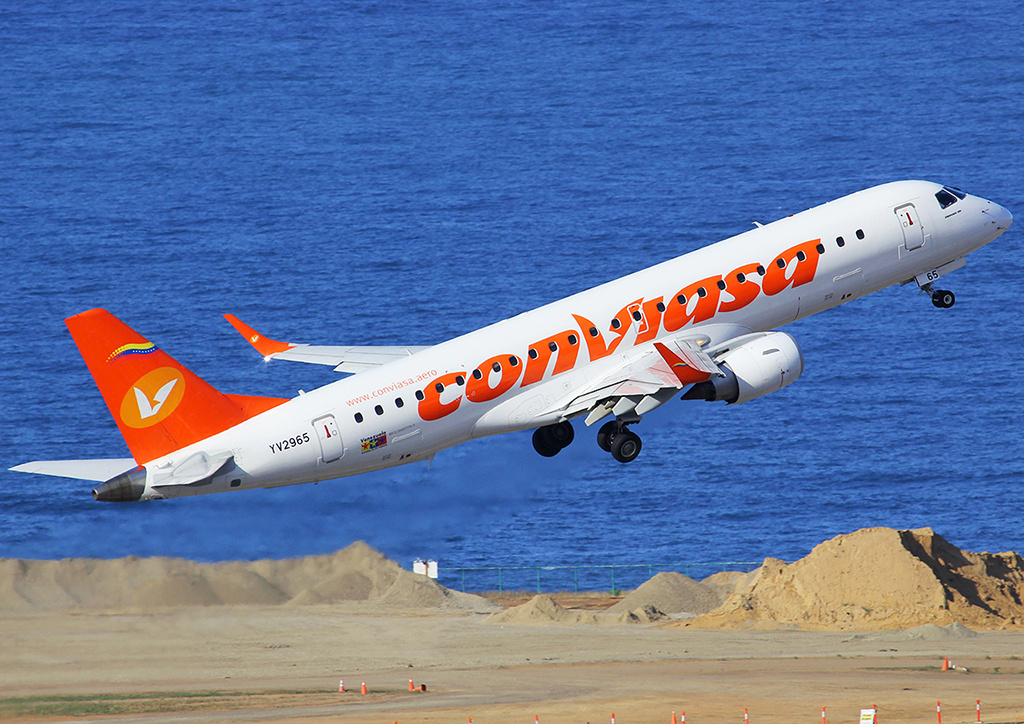
委內瑞拉聯合航空的Embraer 190支線客機

## 股東
- 委內瑞拉海運及空運部（英语：Ministry_of_Aquatic_and_Air_Transport_(Venezuela)）（80%）
- 新埃斯帕塔州政府（20%）

## 航點
以下航點資訊截至2020年1月：

### 國際航點
| 國家     | 城市           | 機場                           | 備註     | 參考資料 |
| -------- | -------------- | ------------------------------ | -------- | -------- |
| 阿根廷   | 布宜諾斯艾利斯 | 埃塞萨皮斯塔里尼部长国际机场   |          |          |
| 阿魯巴   | 奥拉涅斯塔德   | 貝婭特麗克絲女王國際機場       |          |          |
| 玻利維亞 | 圣克鲁斯       | 維魯維魯國際機場               |          |          |
| 巴西     | 馬瑙斯         | 马瑙斯-爱德华多·戈梅斯国际机场 |          |          |
| 古巴     | 哈瓦那         | 何塞·马蒂国际机场              |          |          |
| 多明尼加 | 聖多明哥       | 亞美利加國際機場               |          |          |
| 厄瓜多爾 | 瓜亞基爾       | 何塞·華金·德·奧爾梅多國際機場  |          |          |
| 厄瓜多爾 | 基多           | 蘇克雷元帥國際機場             |          |          |
| 墨西哥   | 坎昆           | 坎昆國際機場                   |          |          |
| 墨西哥   | 托盧卡         | 托盧卡國際機場                 |          | [ 7 ]    |
| 尼加拉瓜 | 馬那瓜         | 奥古斯托·塞萨尔·桑地诺国际机场 | 重點機場 |          |
| 巴拿馬   | 巴拿馬         | 托庫門國際機場                 |          |          |
| 俄羅斯   | 莫斯科         | 谢列梅捷沃国际机场             |          |          |

### 委內瑞拉國內航線
| 城市                 | 機場                           | 備註     | 參考資料 |
| -------------------- | ------------------------------ | -------- | -------- |
| 巴塞羅那             | 巴塞羅那機場                   |          |          |
| 巴里納斯             | 巴里納斯機場                   |          |          |
| 巴基西梅托           | 巴基西梅托機場                 |          |          |
| 加拉加斯             | 迈克蒂亚西蒙·玻利瓦尔国际机场  | 樞紐機場 |          |
| 圭亞那城             | 圭亞那機場                     |          |          |
| 庫馬納               | 庫馬納機場                     |          |          |
| 阿爾伯托阿德里阿尼市 | 阿爾伯托阿德里阿尼機場         |          |          |
| 格兰罗克岛           | 羅克斯機場                     |          |          |
| 拉弗里亞             | 拉弗里亞機場                   |          |          |
| 蓬托菲霍             | 蓬托菲霍機場                   |          |          |
| 马拉开波             | 马拉开波機場                   |          |          |
| 馬圖林               | 馬圖林機場                     |          |          |
| 波拉马尔             | 聖地亞哥聖馬力諾加勒比國際機場 | 樞紐機場 |          |
| 阿亞庫喬港           | 阿亞庫喬港機場                 |          |          |
| 阿普雷河畔聖費爾南多 | 阿普雷河畔聖費爾南多機場       |          |          |
| 聖多馬斯             | 聖多馬斯機場                   |          |          |
| 聖多明哥（塔奇拉州） | 聖多明哥機場                   |          |          |
| 圖庫皮塔             | 圖庫皮塔機場                   |          |          |
| 巴倫西亞             | 巴倫西亞機場                   |          |          |

## 外部連結
- 委內瑞拉聯合航空的Facebook專頁